# Leśna Dolina (województwo dolnośląskie)
Leśna Dolina – osada w Polsce położona w województwie dolnośląskim, w powiecie głogowskim, w gminie Kotla.
W latach 1975–1998 miejscowość administracyjnie należała do województwa legnickiego.